# Will Hunt

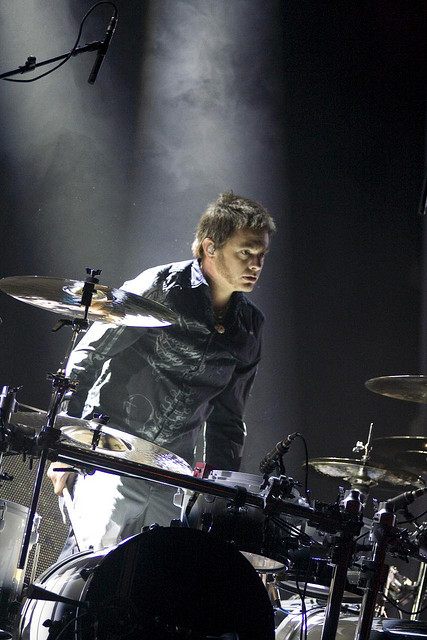
Will Hunt, 2009

William Martin "Will" Hunt (ur. 5 września 1971 w Gainesville w stanie Floryda) – amerykański perkusista, muzyk sesyjny.
Will Hunt znany jest przede wszystkim z występów w amerykańskim zespole rockowym Evanescence. W zespole grał w 2007 i 2009 roku jako muzyk koncertowy. W 2010 roku został oficjalnym członkiem tejże formacji. Wcześniej był członkiem zespołów Crossfade, Dark New Day, Eye Empire, Methods of Mayhem oraz Skrape. W latach 2010–2011 grał w zespole Black Label Society. Natomiast od 2013 roku współtworzy koncertowy skład grupy Device. Jako muzyk koncertowy współpracował również z takimi zespołami i wykonawcami jak: Bloodsimple, Mötley Crüe, Staind, Static-X oraz Tommy Lee.
Muzyk jest endorserem instrumentów firm Pearl, Zildjian oraz Vater.